# Hugo Rasmussen
Hugo Rasmussen (22. března 1941 Bagsværd – 30. srpna 2015 Frederiksberg) byl dánský jazzový kontrabasista. Během své kariéry hrál na několika desítkách alb. Spolupracoval s mnoha hudebníky, často americkými, mezi které patří například Oliver Nelson, Teddy Wilson, Horace Parlan, Ben Webster a Lee Konitz. V roce 2002 získal Cenu Bena Webstera. Zemřel v roce 2015 ve věku 74 let.